# Свети Нектарије Егински
Свети Нектарије Егински (грч. Άγιος Νεκτάριος Αιγίνης; Силиври, 1. октобар 1846 — Атина, 8. новембар 1920), световно име Анастасије Кефалас, (грч. Αναστάσιος Κεφαλάς) био је епископ Александријске православне цркве, митрополит Пентапољски као и православни теолог. Проглашен је за светитеља.

## Биографија
Рођен је 1. октобра 1846. у Тракији у сиромашној породици. Био је пети од шесторо деце. Након основне школе, преселио се у Цариград. Године 1866. прешао је у град Хиос, где је радио као учитељ. Након десет година службе се замонашио и узео име Лазар. Године 1877. примио је монашки постриг под именом Нектарије, и јерођаконски чин. Неколико година је живео у Атини, где је 1885. године дипломирао на Богословском факултету Универзитета у Атини.
Године 1886. рукоположен је у чин свештеника. Исте године, примио је и чин архимандрита, и постао секретар Александријске патријаршије. 
Године 1889. изабран је за митрополита Пентапољског. Године 1892. Нектарије је примио службу проповедника у Грчкој, а у периоду 1894−1908. водио је теолошку школу у Атини. Након одласка у пензију, живео је у Тројичком манастиру у Егини, по којој се и назива Егински.
Умро је у Атини, 8. новембра 1920. године, од рака простате. Канонизован је 1961. године од стране Цариградске патријаршије.
Испод капеле Светог Јована Шангајског у Сан Франциску, у којој се после његове сахране врше богослужења, основана је америчка мисионарска парохија Св. Нектарија Егинског, кога је отац Јован Максимовић веома поштовао и волео.
Над његовом моштима су се дешавала чуда исцељења. Филм о његовом животу из 2021. Божији човек је имао велики успех у биоскопима у Грчкој.
Сава Косановић га је сретао када је био гост александријског патријарха Софронија и спомиње га неколико пута у свом путопису Пут на Синај.
Данас се честице његових моштију налазе у три цркве у Србији: у храму Светог Димитрија у Косовској Митровици, где су премештене из манастира Тумане, у храму Светог Нектарија у Ваљеву и капели Светог Јована Богослова на Православном богословском факултету у Београду.